# Comptoir du matériel pour les travaux publics, les mines et l’industrie

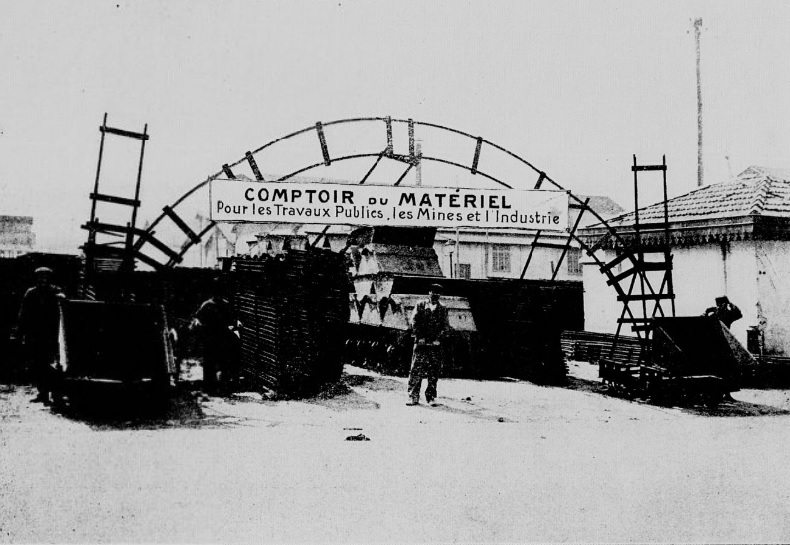
Comptoir du matériel pour les travaux publics, les mines et l’industrie am Hafen des Stadtteils L’Agha in Algier

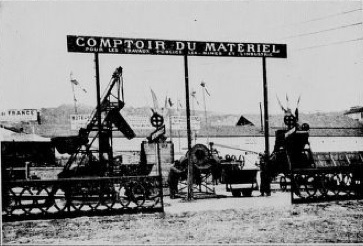
Messestand des Kontors für öffentliche Arbeiten, Bergbau und Industrieausrüstung in Algier, 1921

Das Comptoir du matériel pour les travaux publics, les mines et l’industrie betrieb als Büro für öffentliche Arbeiten, Bergbau und Industrieausrüstung die Handelsniederlassungen der auf Feldbahnen spezialisierten Schienenfahrzeug- und Eisenbahnausrüstungshersteller Decauville, A. Popineau und Vizet fils & Cie.

## Geschichte
Das Kontor wurde am 17. Januar 1920 mit einem Kapital von 2 Millionen Franc, aufgeteilt in 4000 Aktien zu je 500 Franc gegründet. Sein Hauptsitz war in der 31 Rue de London in Paris. Der Vorstand bestand aus den Herren Freynet, Lassalle, Normand, Pétolat, Popineau, Vizet und Weitz.
In der Nachkriegszeit des Ersten Weltkriegs unterlagen die Normalspur- und Schmalspur-Lokomotiven großem Verschleiß und mussten häufiger als früher repariert werden. Um die öffentliche Verwaltung und Industrie bei der Beschaffung neuer Schienenfahrzeuge und Ausrüstung besser bedienen zu können, haben sich mehrere französische Industriefirmen zu einem Kartell zusammengeschlossen, wobei das Kontor der Hauptansprechpartner für alle Anfragen bezüglich den Produkten folgender Firmen war: Société Nouvelle des Établissements Decauville aîné in Paris, A. Popineau, in La Plaine Saint-Denis und Vizet fils & Cie, in La Plaine Saint-Denis. Es gab Verkaufsbüros in Paris, Bordeaux, Lille, Lyon, Marseille, Nancy, Nantes, Straßburg und Toulouse sowie Büros mit Lagern in Algier, Oran und Tunis. Die Hauptprodukte waren Eisenbahnwagen, Triebwagen, Waggons, Lokomotiven, Bagger, Dampfschaufelbagger sowie die ortsfeste und transportable Eisenbahn-, Industrie- und Bergbauausrüstung.